# Eumorpha analis
Espèce
Eumorpha analis est une espèce de lépidoptères (papillons) de la famille des Sphingidae, de la sous-famille des Macroglossinae, de la tribu des Philampelini et du genre Eumorpha.

## Description
La face dorsale (corps et ailes) est semblable à Eumorpha satellitia satellitia , elle s'en différencie par un fond plus sombre et une tonalité vert olive. La tête et le thorax portent une bande sombre le long de la ligne médiane. Cette ligne devient claire le long de l'abdomen. La face dorsale de l'aile postérieure présente une marge intérieure rose.

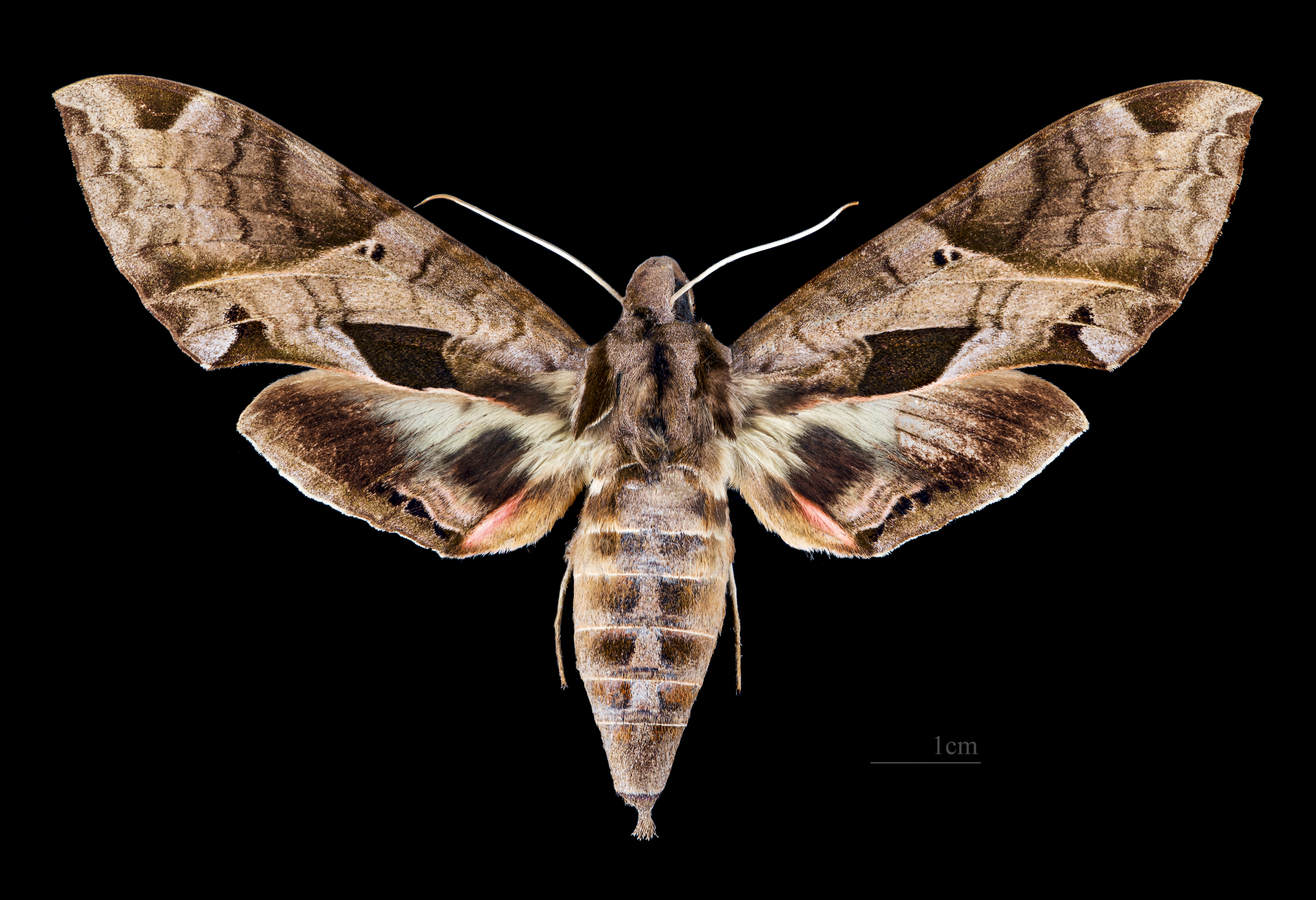
Eumorpha analis ♀
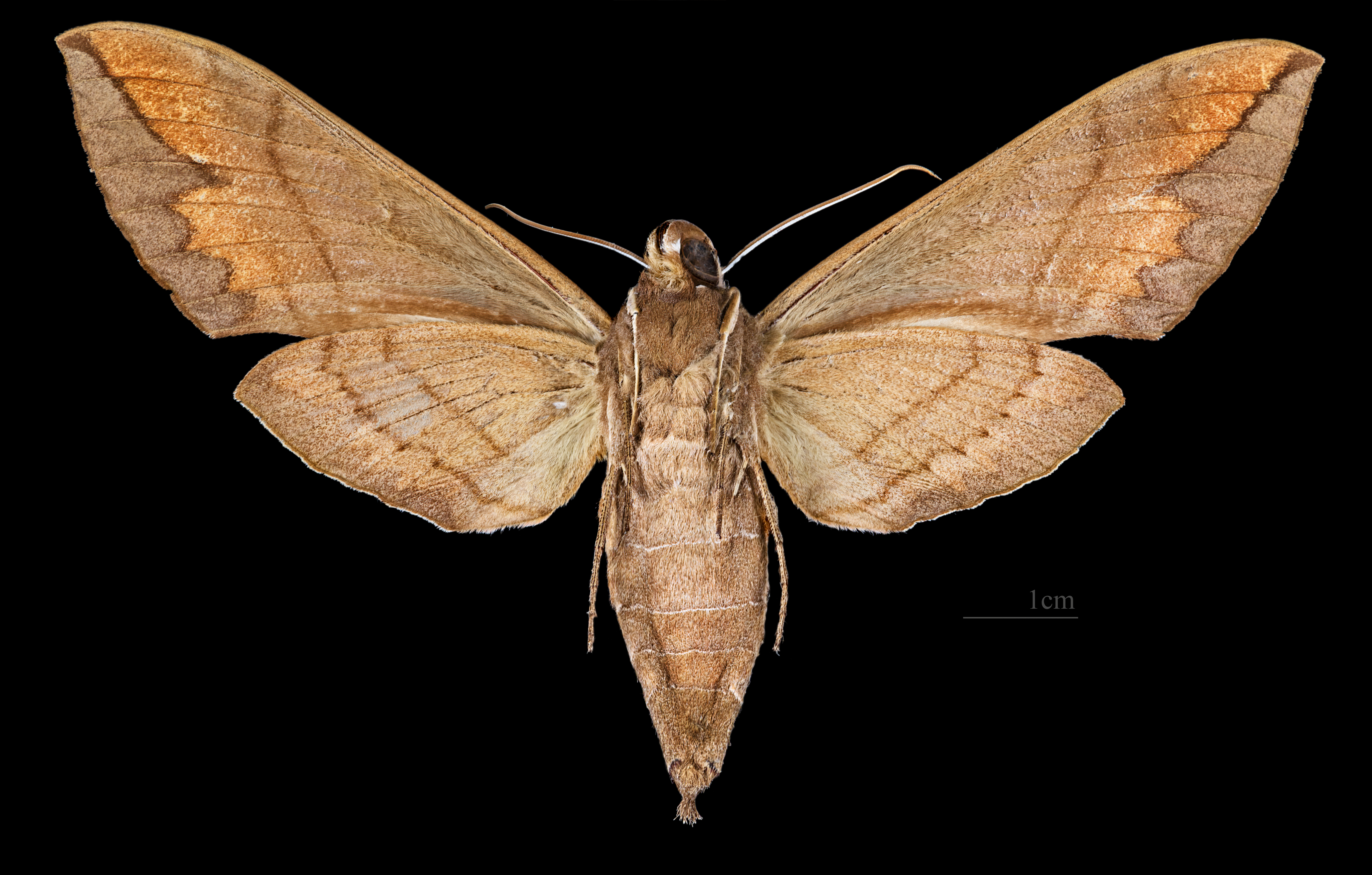
Eumorpha analis ♀ △

## Distribution
L'espèce se rencontre en Bolivie, Argentine, Paraguay et au Brésil.

## Biologie
- Les chenilles se développent sur des plantes grimpantes du genre Vitis
- Les chrysalides sont souterraines.

## Systématique
- L'espèce Eumorpha  analis a été décrite par les entomologistes britanniques Lionel Walter Rothschild et Heinrich Ernst Karl Jordan, en 1903, sous le nom initial de Pholus analis[1].

### Synonymie
- Pholus analis Rothschild & Jordan, 1903 Protonyme
- Eumorpha posticarius (Burmeister, 1878)